# Ocydromia glabricula
Ocydromia glabricula är en tvåvingeart som först beskrevs av Fallen 1816.  Ocydromia glabricula ingår i släktet Ocydromia och familjen puckeldansflugor. Arten är reproducerande i Sverige. Inga underarter finns listade i Catalogue of Life.

## Bildgalleri

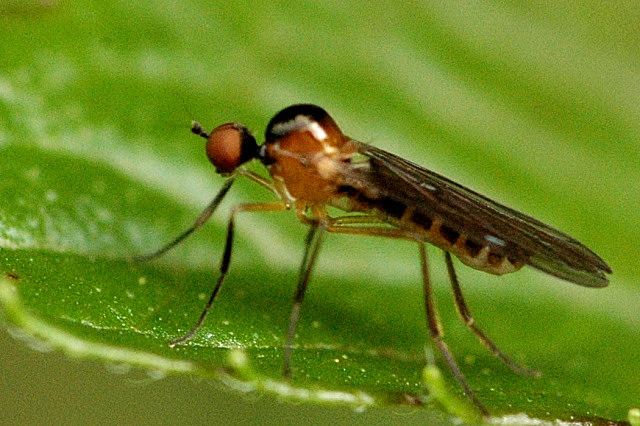